# Document administratif
Dans la plupart des pays, un document administratif se définit comme « toute information, sous quelque forme que ce soit, dont une administration dispose ».
Divers systèmes de « classification universelle » des documents administratifs ont été proposés, sur la base « des catégories générales dans lesquelles des caractéristiques croissantes de spécificité et d'exclusivité permettent de « caser » à un endroit donné, un document donné ».

## En France
En 2019, la définition de « document administratif » interne aux titres Ier, III et IV du livre III du Code des relations entre le public et l'administration est donnée dans son Article L300-2 : « Sont considérés comme documents administratifs, au sens des titres Ier, III et IV du présent livre, quels que soient leur date, leur lieu de conservation, leur forme et leur support, les documents produits ou reçus, dans le cadre de leur mission de service public, par l'Etat, les collectivités territoriales ainsi que par les autres personnes de droit public ou les personnes de droit privé chargées d'une telle mission. Constituent de tels documents notamment les dossiers, rapports, études, comptes rendus, procès-verbaux, statistiques, instructions, circulaires, notes et réponses ministérielles, correspondances, avis, prévisions, codes sources et décisions. »
Ils peuvent notamment se présenter sous les formes suivantes :
- dossiers ;
- rapports ;
- études ;
- comptes rendus ;
- procès-verbaux ;
- statistiques ;
- directives ;
- instructions ;
- circulaires ;
- Notes ministérielles ;
- réponses ministérielles ;
- correspondances ;
- avis ;
- prévisions ;
- décisions.

Les actes et documents produits ou reçus par les assemblées parlementaires sont régis par l'ordonnance no 58-1100 du 17 novembre 1958 relative au fonctionnement des assemblées parlementaires.
On peut admettre que cette notion peut concerner toutes les informations quel qu’en soit le support et son moyen de diffusion : documents écrits, enregistrements sonores ou visuels, rapport, études, comptes-rendus, PV, statistiques. La tendance aux données ouvertes (open data) pourrait nécessiter de réorganiser certains services, tant au niveau des collectivités productrices de données que pour l'archivistique (musées, archives..) qui peut aussi apporter son savoir-faire en matière de classification et gestion de vastes ensembles de données 